# سوخورالهي (مقاطعة غيلانغرب)
سوخورالهي (بالفارسية: سوخورالهی) هي قرية تقع في قسم حيدريه الريفي في إيران. يقدر عدد سكانها بـ 150 نسمة بحسب إحصاء 2016.